# Frank Kudelka
Frank Darío Kudelka (ur. 12 maja 1961 w Freyre) – argentyński trener piłkarski pochodzenia czeskiego, od 2024 roku prowadzi Huracán.

## Życiorys
Kudelka pochodzi z miejscowości Freyre, w północno-wschodniej części prowincji Córdoba. Posiada pochodzenie czeskie – jego dziadek František Kudelka był imigrantem z dawnej Czechosłowacji. W młodości uprawiał tenis, koszykówkę, pływanie i siatkówkę, jednak od zawsze w największym stopniu był skupiony na trenowaniu piłki nożnej. Był bramkostrzelnym napastnikiem w lokalnym amatorskim klubie CA 9 de Julio Olímpico (w którym działaczami byli jego rodzice), otrzymał nawet zaproszenie na testy do Rosario Central. Jego dobrze zapowiadającą się karierę przerwało jednak wezwanie do obowiązkowej służby wojskowej. Służył w batalionie komunikacyjnym nr 141 na poligonie w Córdobie.
Po powrocie z wojska Kudelka rozpoczął studia na kierunku ekonomii, jednak niebawem z nich zrezygnował i ostatecznie ukończył wychowanie fizyczne na uczelni w Santa Fe. W 1986 roku otrzymał tytuł instruktora piłki nożnej, a później ukończył kurs trenerski. Zaraz potem powrócił do ekipy CA 9 de Julio Olímpico ze swojego rodzinnego miasta, gdzie pełnił rolę koordynatora, trenera przygotowania fizycznego i szkoleniowca pierwszej drużyny. Poprowadził drużynę do dwukrotnego triumfu w amatorskich rozgrywkach Cuarta División. Później podjął pracę w prestiżowym katolickim kolegium La Salle Jobson z Santa Fe, gdzie po dwóch latach jako szkoleniowiec przygotowania fizycznego awansował na stanowisko pierwszego trenera. W 1992 roku wygrał z La Salle regionalne rozgrywki Liga Santafesina, pierwszy raz w historii zespołu. Następnie objął piątoligową ekipę Gimnasia y Esgrima Santa Fe, z którą w sezonie 1994/1995 z drugiego miejsca awansował do czwartej ligi oraz triumfował w amatorskich mistrzostwach regionalnych.
W latach 1996–2002 Kudelka był trenerem juniorów w klubie Unión Santa Fe i była to jego pierwsza praca na szczeblu profesjonalnym. Po sześciu latach zastąpił Rubéna Rossiego na stanowisku koordynatora akademii młodzieżowej Uniónu, by w kwietniu 2002 po odejściu Carlosa Timoteo Griguola zostać tymczasowym trenerem pierwszego zespołu. Już tydzień później objął drużynę Uniónu permanentnie i na koniec sezonu utrzymał ją po barażach w najwyższej klasie rozgrywkowej. Został zwolniony w październiku 2002 w konsekwencji słabszych wyników (6 ligowych meczów bez zwycięstwa). Po prawie dwuletniej przerwie w pracy, w 2004 roku objął czwartoligowy CA Patronato. Stamtąd został jednak szybko zwolniony, mimo iż jego podopieczni zajmowali wówczas drugie miejsce w tabeli.
W styczniu 2005 Kudelka został trenerem innego klubu z czwartej ligi argentyńskiej – Libertad de Sunchales. Obejmował drużynę, gdy zajmowała ostatnią lokatę w tabeli ze sporą stratą do bezpiecznego miejsca, lecz zdołał utrzymać ją w lidze na koniec rozgrywek. Na koniec sezonu 2006/2007 awansował natomiast z Libertadem do trzeciej ligi. Tam z powodzeniem poprowadził jeszcze ekipę przez pół roku, po czym zdecydował się odejść z Libertadu po trzech latach pracy i w lutym 2008 został koordynatorem generalnym trzecioligowego klubu CA Boca Unidos. Już dwa miesiące później objął jednak posadę trenera pierwszej drużyny, z którą na koniec sezonu 2008/2009 wywalczył historyczny awans do drugiej ligi. W rozgrywkach Primera B Nacional prowadził Boca przez rok (czternaste miejsce w lidze) i zdołał utrzymać go na tym szczeblu, po czym odszedł z ekipy.
W maju 2010 Kudelka ponownie został trenerem Uniónu Santa Fe, tym razem występującego już w drugiej lidze. W sezonie 2010/2011 awansował z nim z drugiego miejsca do najwyższej klasy rozgrywkowej po ośmiu latach przerwy. Następnie udało mu się utrzymać Unión w pierwszej lidze (dwukrotnie zajął jedenastą lokatę w tabeli), lecz w sierpniu 2012 po słabym początku rozgrywek zrezygnował ze stanowiska, zostawiając ekipę na ostatnim miejscu w tabeli. W listopadzie 2012 objął drugoligowy Instituto AC Córdoba, jednak nie zdołał odmienić wyników pogrążonej w kryzysie drużyny i zajął z nią dopiero osiemnaste miejsce na koniec sezonu. Klub zmagał się wówczas z problemami finansowymi, zalegając pensję swoim zawodnikom, którzy z kolei w ramach strajku kilkukrotnie nie stawiali się na treningach. Kudelka został zwolniony z Instituto w październiku 2013. 
Dwa tygodnie później Kudelka podpisał umowę z innym drugoligowcem – stołecznym CA Huracán, zastępując na stanowisku Antonio Mohameda. Od razu wyciągnął znaną drużynę z kryzysu, która pod jego przewodnictwem była faworytem do awansu do najwyższej klasy rozgrywkowej. Podczas ostatnich miesięcy pobytu w klubie Kudelka doprowadził Huracán do półfinału pucharu Argentyny – Copa Argentina, lecz jednocześnie ekipa złapała kryzys formy w lidze i coraz bardziej oddalała się od promocji do pierwszej ligi. W listopadzie 2014 pod presją kibiców i wobec ekscesów na trybunach trener zrezygnował z prowadzenia Huracánu. W ostatnich 9 spotkaniach sezonu ekipę poprowadził Néstor Apuzzo, który wywalczył z zespołem awans i zdobył puchar Argentyny.
W styczniu 2015 Kudelka objął trzecioligowy klub Talleres de Córdoba. Zasłużony dla argentyńskiej piłki zespół od kilkunastu lat znajdował się w długotrwałym kryzysie, balansując pomiędzy drugim a trzecim poziomie rozgrywek. W listopadzie 2014 prezesem Talleres został Andrés Fassi – współwłaściciel przedsiębiorstwa Grupo Pachuca (wraz z m.in. Carlosem Slimem) oraz trzech klubów piłkarskich w Meksyku, cieszący się opinią jednego z najskuteczniejszych działaczy piłkarskich w Ameryce Łacińskiej. Jedną z pierwszych podjętych przez niego decyzji podjętych w ramach gruntownej restrukturyzacji klubu było właśnie zatrudnienie Kudelki. Już w sezonie 2015 zawodnicy Talleres w świetnym stylu (tylko jedna porażka w 31 meczach) wygrali rozgrywki Torneo Federal A i awansowali do drugiej ligi argentyńskiej. W półrocznym sezonie 2016 zespół Kudelki okazał się bezkonkurencyjny również w drugiej lidze – zajął pierwsze miejsce w tabeli (w 21 meczach nie przegrał ani razu) i po dwunastu latach przerwy wywalczył promocję do najwyższej klasy rozgrywkowej.
W pierwszym sezonie w pierwszej lidze podopieczni Kudelki bez problemu utrzymali się na najwyższym szczeblu (jedenaste miejsce w tabeli). Już w kolejnych rozgrywkach ekipa Talleres, imponując ofensywnym i efektownym stylem gry (sam Kudelka w swojej filozofii trenerskiej wzoruje się na Marcelo Bielsie), zajęła piątą lokatę w lidze i po raz pierwszy od siedemnastu lat zakwalifikowała się do rozgrywek Copa Libertadores. Kudelka został wybrany w oficjalnym plebiscycie najlepszym trenerem ligi argentyńskiej w sezonie 2017/2018. Bezpośrednio po tym zdecydował się jednak odejść ze stanowiska. Podczas pobytu w Talleres potwierdził swoją renomę i dołączył do grona najlepszych i najbardziej rozchwytywanych argentyńskich szkoleniowców – w trzy i pół roku doprowadził drużynę z trzeciej ligi do najbardziej prestiżowych kontynentalnych rozgrywek. Jest uznawany za jedną z najważniejszych postaci w historii Talleres.
W maju 2018 Kudelka został zatrudniony przez chilijskiego giganta – stołeczny Club Universidad de Chile. Swój pobyt w tym klubie rozpoczął od 6 zwycięstw z rzędu w krajowym pucharze, zaś na koniec sezonu zajął z drużyną trzecie miejsce w tabeli. Zespół Kudelki był jednak mocno krytykowany za brak wyraźnego stylu gry, a ponadto bardzo rozczarowująco rozpoczął kolejne rozgrywki. W pierwszych 6 meczach zanotował tylko jedno zwycięstwo, a z Copa Libertadores 2019 odpadł już w drugiej rundzie (po porażce z niżej notowanym, peruwiańskim Melgarem). W marcu 2019 Kudelka zrezygnował ze stanowiska, później przyznawał, że objęcie Universidadu zaledwie kilka dni po odejściu z Talleres było błędem i potrzebował wówczas więcej czasu na odpoczynek od pracy.
W maju 2019 Kudelka został trenerem CA Newell’s Old Boys. Bez większego problemu utrzymał go w lidze argentyńskiej, zajmując wysokie, siódme miejsce w tabeli i kwalifikując zespół z Rosario do rozgrywek międzynarodowych. Zaraz po tym przedłużył o półtora roku umowę z Newell’s.